# Obecní dům (Semily)
Obecní dům je výstavná neorenesanční budova postavená v letech 1907–1908 v Semilech v Husově ulici podle návrhu architekta Jana Vejrycha. Čtyřpodlažní budova hotelu čp. 70 s věžičkou je spolu s kostelem sv. Petra a Pavla městskou dominantou.

## Historie
Semilský obecní dům byl postaven podle plánů z let 1906–1908 architekta Jana Vejrycha (navrhl do detailů také interiér; navrhoval např. Hotel Paříž, prohlášený r. 1958 za kulturní památku). Mozaika z benátského skla s městským znakem zdobící štít byla provedena podle návrhu Jano Köhlera. Dům byl postaven na místě uvolněném po požáru, který v roce 1904 vyrazil z pivovarských spilek a zničil několik domů na tehdejší hlavní semilské třídě. Stavbou obecního domu řešilo zastupitelstvo města více problémů najednou – městu chyběly kanceláře, městskému pivovaru sklepy a lednice atd.
Reprezentativní dům měl dle požadavku zadavatele ve sklepení pivovarské sklepy s lednicí, propojené s pivovarem tunelem pod ulicí. V přízemí byla velká a malá restaurace a prostory pronajaté úřadovně městské spořitelny (od r. 1919 okresní hospodářské záložny), v prvním patře byty úředníků, kanceláře a zasedací síň, ve druhém patře hostinské pokoje, v podkroví studentská noclehárna, byt nájemce hotelu a pokoje pro personál. Budova měla elektrické osvětlení a v přízemí bylo zavedeno ústřední topení. Stavební práce provedli stavitelé Josef Kosař a Josef Brodský ze Semil. Na stavbu dohlížel pověřený stavitel Karel Andrejsek (mj. jeden ze signatářů petice proti stavbě). Stavba měla stát 76 226 K, ale konečná cena byla 259 792 K. Kolaudace byla uskutečněna až v roce 1913.
Město se stavbou obecního domu zadlužilo a v roce 1910 dlužilo městské spořitelně více než milion korun. Semily začaly rozprodávat majetek a dne 1. dubna 1914 přešel obecní dům za 170 000 korun do vlastnictví okresního výboru, voleného orgánu, který dohlížel na hospodaření obcí a hospodařil s okresním majetkem. Obecné označení „obecní dům“ bylo změněno na „okresní dům“ a hotel přejmenován na Okresní dům. Protože byl ztrátový, prodal ho okresní výbor manželům Milošovi a Vlastě Kvapilovým za 700 000 K. Miloš Kvapil (*1901) byl synovcem prvního nájemce hotelu, hoteliéra Aloise Kvapila (*1865), rodáka z Rovnska pod Troskami. Novým majitelům se postupně podařilo splatit veškeré dluhy, ovšem o hotel je po dvaceti letech práce připravil únor 1948.
Dne 12. 12. 1960 Okresní národní výbor v Semilech rozhodl (podle vládního nařízení č. 15/1959), že hotel přechází do vlastnictví státu a do správy RaJ čili Restaurací a jídelen v Turnově. Rodina pana Kvapila byla vystěhována do nouzového bytu bez příslušenství, určeného k demolici. Po roce 1989 připadl hotel do vlastnictví Miloši Kvapilovi mladšímu (*1937), který požádal o restituci majetku. Hotel, který mu byl ve zchátralém stavu vydán v roce 1991, po dvou letech prodal firmě ŠIMI, s. r. o., ta jej zastavila bance Bohemia a poté byl převeden Simonu Stergiou. Rozhodnutím soudu se vlastníkem stalo město Semily.
Dne 24. listopadu 1998 byl Okresní dům prohlášen ministerstvem kultury za kulturní památku a následujícího roku se ho ujala firma TOPEX 99, spol. s r. o. Ta ho zrekonstruovala a vrátila mu původní označení, resp. název Obecní dům. Otevřen byl 18. prosince 2000. 
Dne 1. 5. 2024 došlo ke změně majitele, nový vlastník, společnost Obecní dům Semily s.r.o., se rozhodl, že Obecní dům již nebude sloužit jako hotel, ale jako bytový dům. Z tohoto důvodu byl ke 30. 4. 2024 definitivně ukončen hotelový provoz a budova prochází rozsáhlou rekonstrukcí.

## Galerie

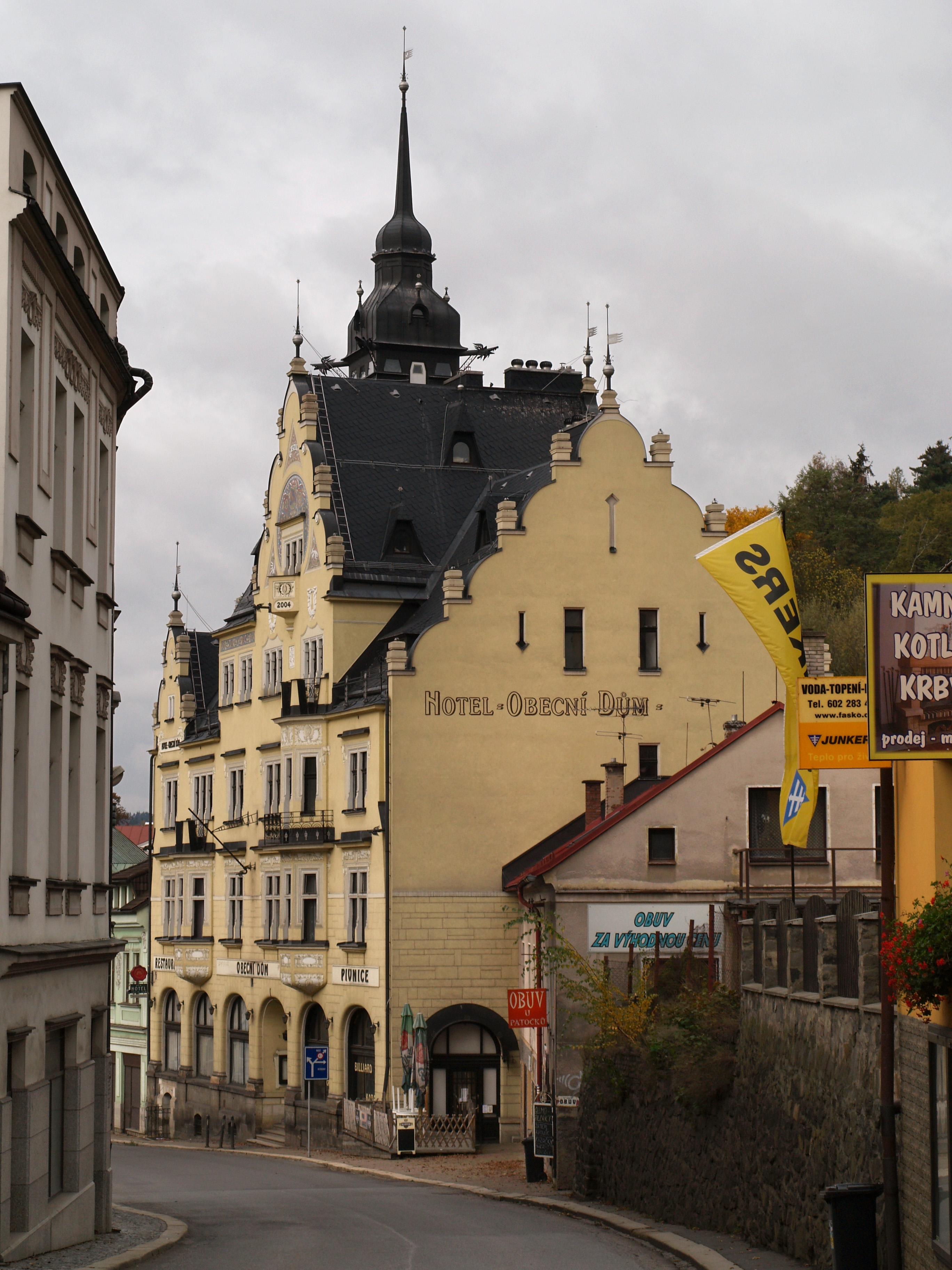
Pohled od radnice
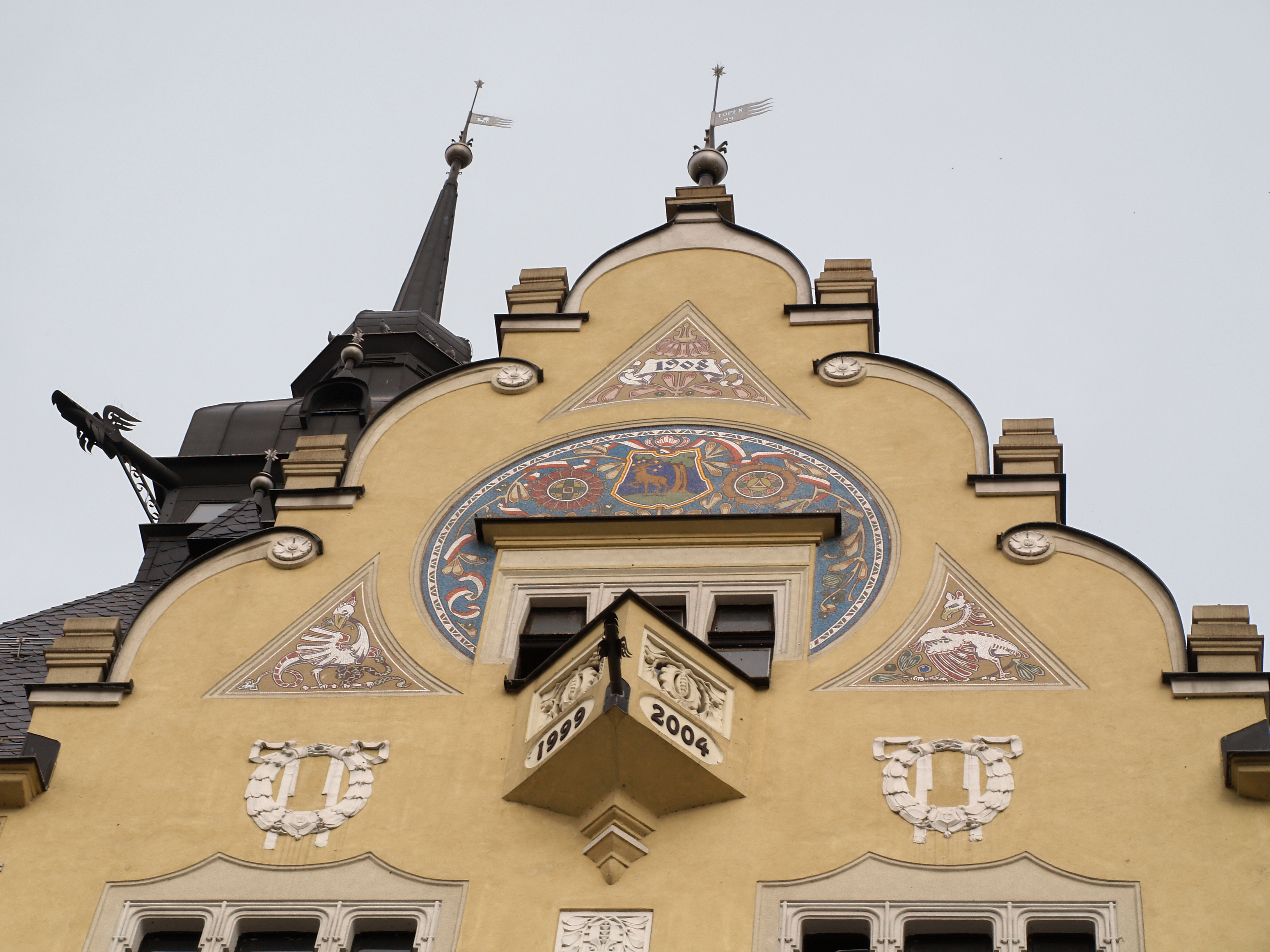
Detail fasády
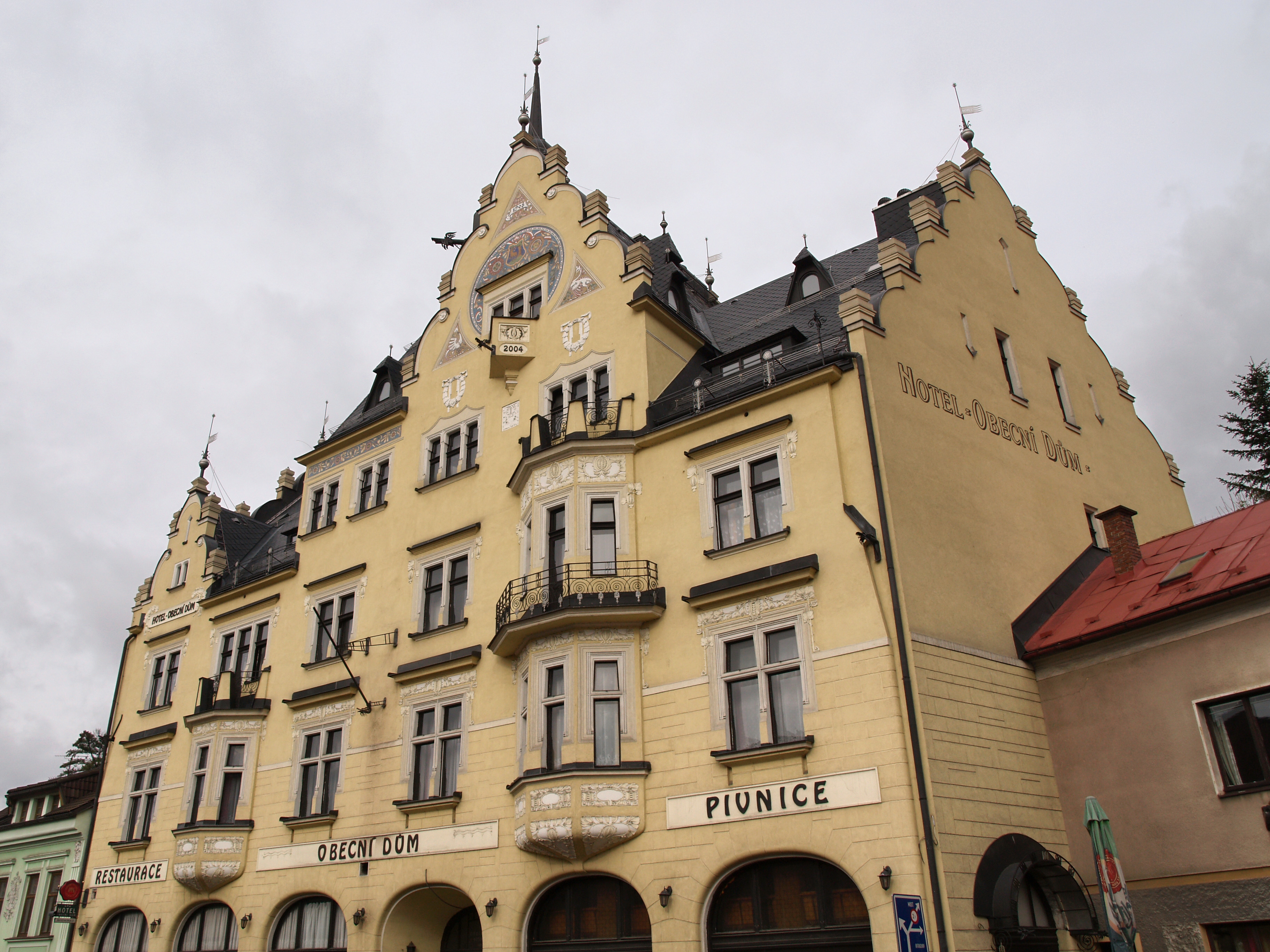
Čelní pohled
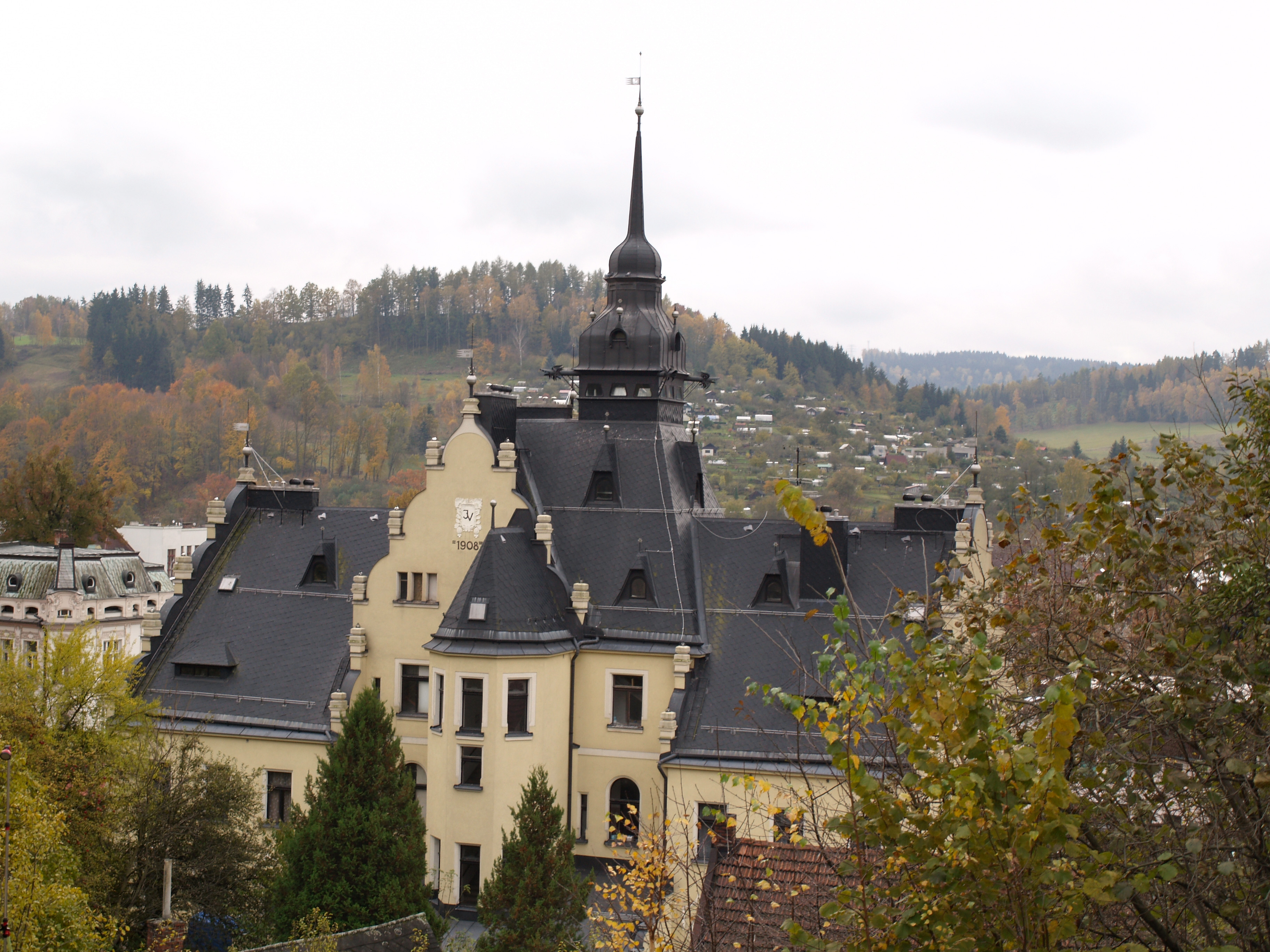
Pohled z Vysocké